# Borderline
Borderline (от английски „Граница“) е песен на американската певица и текстописка Мадона от нейния първи албум, наречен Madonna. Песента е издадена на 15 февруари 1984 г. от Sire Records. Написана и композирана от продуцента Реджи Лукас, песента е ремиксирана от тогавашното гадже на Мадона – Джон „Джелибийн“ Бенитез. Гласът ѝ в песента е изтънчен и експресивен. В текста на песента се говори любов, която остава неизпълнена и е бунт срещу мъжкия шовинизъм.
Критици и автори хвалят песента, наричайки я хармонически най-сложната от Madonna, какрто и денс-поп същността на песента. Borderline става първият ѝ топ 10 хит в класацията Billborad Hot 100, достигайки 10-ото място.